# Vivienne Chandler
Vivienne Chandler (Newport, 6 novembre 1947 – Espéraza, 5 giugno 2013) è stata un'attrice francese.

## Biografia
È nota per aver interpretato una servitrice in Arancia meccanica nel 1971. Sempre nel medesimo anno è l'amante di John in un flashback nella pellicola Giù la testa di Sergio Leone. Ne I misteri del giardino di Compton House è nelle vesti della signora Laundress e nel 1983 interpreta una combattente nel lungometraggio Il ritorno dello Jedi. Il suo ultimo film interpretato fu Piramide di paura nel 1985. Nel corso della sua carriera è stata anche comparsa in molte pellicole fra cui Le figlie di Dracula (1971) e Victor Victoria (1982).
Vivienne Chandler muore di cancro il 5 giugno 2013, all'età di 65 anni.

## Filmografia parziale
- Mircalla, l'amante immortale (Lust for a Vampire), regia di Jimmy Sangster (1971)
- Le figlie di Dracula (Twins of Evil), regia di John Hough (1971)
- Giù la testa, regia di Sergio Leone (1971)
- Arancia meccanica (A Clockwork Orange), regia di Stanley Kubrick (1971)
- Victor Victoria, regia di Blake Edwards (1982)
- I misteri del giardino di Compton House (The Draughtsman's Contract), regia di Peter Greenaway (1982)
- L'ambizione di James Penfield (The Ploughman's Lunch), regia di Richard Eyre (1983)
- Il ritorno dello Jedi (Star Wars: Episode VI - Return of the Jedi), regia di Richard Marquand (1983)
- Piramide di paura (Young Sherlock Holmes), regia di Barry Levinson (1985)